# Richard Phillips (capitaine)
 (octobre 2023).
La mise en forme du texte ne suit pas les recommandations de Wikipédia : il faut le « wikifier ».
Les points d'amélioration suivants sont les cas les plus fréquents. Le détail des points à revoir est peut-être précisé sur la page de discussion.
- Les titres sont pré-formatés par le logiciel. Ils ne sont ni en capitales, ni en gras.
- Le texte ne doit pas être écrit en capitales (les noms de famille non plus), ni en gras, ni en italique, ni en « petit »…
- Le gras n'est utilisé que pour surligner le titre de l'article dans l'introduction, une seule fois.
- L'italique est rarement utilisé : mots en langue étrangère, titres d'œuvres, noms de bateaux, etc.
- Les citations ne sont pas en italique mais en corps de texte normal. Elles sont entourées par des guillemets français : « et ».
- Les listes à puces sont à éviter, des paragraphes rédigés étant largement préférés. Les tableaux sont à réserver à la présentation de données structurées (résultats, etc.).
- Les appels de note de bas de page (petits chiffres en exposant, introduits par l'outil «  Source ») sont à placer entre la fin de phrase et le point final[comme ça].
- Les liens internes (vers d'autres articles de Wikipédia) sont à choisir avec parcimonie. Créez des liens vers des articles approfondissant le sujet. Les termes génériques sans rapport avec le sujet sont à éviter, ainsi que les répétitions de liens vers un même terme.
- Les liens externes sont à placer uniquement dans une section « Liens externes », à la fin de l'article. Ces liens sont à choisir avec parcimonie suivant les règles définies. Si un lien sert de source à l'article, son insertion dans le texte est à faire par les notes de bas de page.
- La présentation des références doit suivre les conventions bibliographiques. Il est recommandé d'utiliser les modèles {{Ouvrage}}, {{Chapitre}}, {{Article}}, {{Lien web}} et/ou {{Bibliographie}}. Le mode d'édition visuel peut mettre en forme automatiquement les références.
- Insérer une infobox (cadre d'informations à droite) n'est pas obligatoire pour parachever la mise en page.

Pour une aide détaillée, merci de consulter Aide:Wikification.
Si vous pensez que ces points ont été résolus, vous pouvez retirer ce bandeau et améliorer la mise en forme d'un autre article.
Pour les articles homonymes, voir Richard Phillips.
Richard Phillips (né le 16 mai 1955) est un marin marchand américain et écrivain. Il est connu pour avoir été le capitaine du MV Maersk Alabama lors de son détournement par des pirates somaliens en avril 2009.

## Biographie
D'origine irlandaise, Phillips est né dans le Massachusetts et est diplômé de Winchester High School en 1973,. Phillips s'est inscrit à l'Université du Massachusetts à Amherst et envisageait d'étudier le droit international mais a été transféré à la Massachusetts Maritime Academy dont il a obtenu son diplôme en 1979. Au cours de ses études, Phillips a travaillé comme chauffeur de taxi à Boston.

## Carrière

### Détournement duMaersk Alabama
Le 6 avril 2009, l'administration maritime américaine, à la suite des avis de l'OTAN, a publié un « avis aux navigateurs » du golfe d'Aden en Somalie recommandant aux navires de rester à au moins 600 milles (966 km) au large des côtes somaliennes de l'Afrique de l'Est suite aux attaques pirates précédentes. Ces avis étant en vigueur le 8 avril 2009, quatre pirates somaliens sont montés à bord du Maersk Alabama alors qu'il se trouvait à environ 240 mi (386 km) au sud-est de la ville portuaire somalienne d'Eyl .
Avec un équipage de 20 personnes, le navire était parti de Salalah en Oman et était en route vers Mombasa au Kenya. Le navire transportait 17 000 tonnes de marchandises, dont 5 000 tonnes de fournitures de secours à destination du Kenya, de la Somalie et de l'Ouganda. "Dans cette région du monde, tout signal sur votre radar est préoccupant", a déclaré Phillips. "J'ai toujours dit à mon équipage que c'était une question de savoir quand, pas si" ,,.

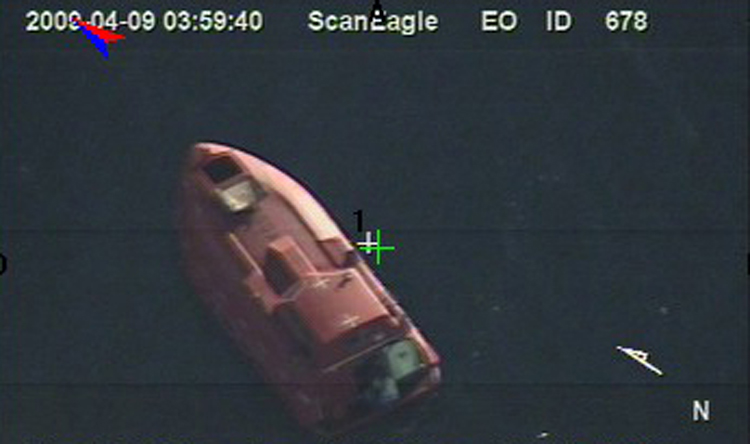
Le canot de sauvetage de 28 pieds où Phillips et les quatre pirates somaliens ont été retenus, vu depuis un drone Boeing ScanEagle de la marine américaine.

Selon l'ingénieur en chef Mike Perry, l'équipage a coulé le hors-bord pirate peu de temps après l'arraisonnement en balançant continuellement le gouvernail du Maersk Alabama, inondant le plus petit bateau. Alors que les pirates sont montés à bord du navire, les membres de l'équipage se sont enfermés dans la salle des machines. L'équipage a ensuite réussi à attirer l'un des pirates, Abduwali Muse, dans la salle des machines et à le maîtriser, le poignardant à la main et le gardant attaché pendant environ 12 heures . L'équipage a tenté d'échanger le capturé contre Phillips.
Selon un membre de l'équipage, les pirates sont montés dans le canot de sauvetage du navire avec Phillips comme otage mais celui-ci n'a pas démarré, alors l'équipage a largué un canot de sauvetage et a rencontré les pirates pour échanger des prisonniers et changer de bateau. Muse a été remis à ses camarades pirates, mais les quatre Somaliens ont ensuite renoncé à l'échange et sont partis dans le canot de sauvetage, emmenant Phillips avec eux. "Nous l'avons rendu, mais ils n'ont pas rendu le capitaine", a déclaré le second Ken Quinn. Le canot de sauvetage transportait dix jours de rations alimentaires, d’eau et de matériel de survie de base.
Le 8 avril, le destroyer USS Bainbridge et la frégate USS Halyburton ont été envoyés dans le golfe d'Aden en réponse à la situation des otages et a atteint Maersk en Alabama tôt le 9 avril. Le Maersk Alabama a ensuite quitté la zone avec une escorte armée, vers sa destination initiale, le port de Mombasa. Samedi 11 avril, le  Maersk Alabama est arrivé à Mombasa, toujours sous escorte militaire américaine.
Le capitaine Larry Aasheim prend alors le commandement. Aasheim était auparavant capitaine du Maersk Alabama jusqu'à ce que Richard Phillips le relève huit jours avant l'attaque des pirates. Une équipe de sécurité maritime composée de 18 hommes était à bord. Le Federal Bureau of Investigation des États-Unis a ensuite sécurisé le navire comme scène de crime,.

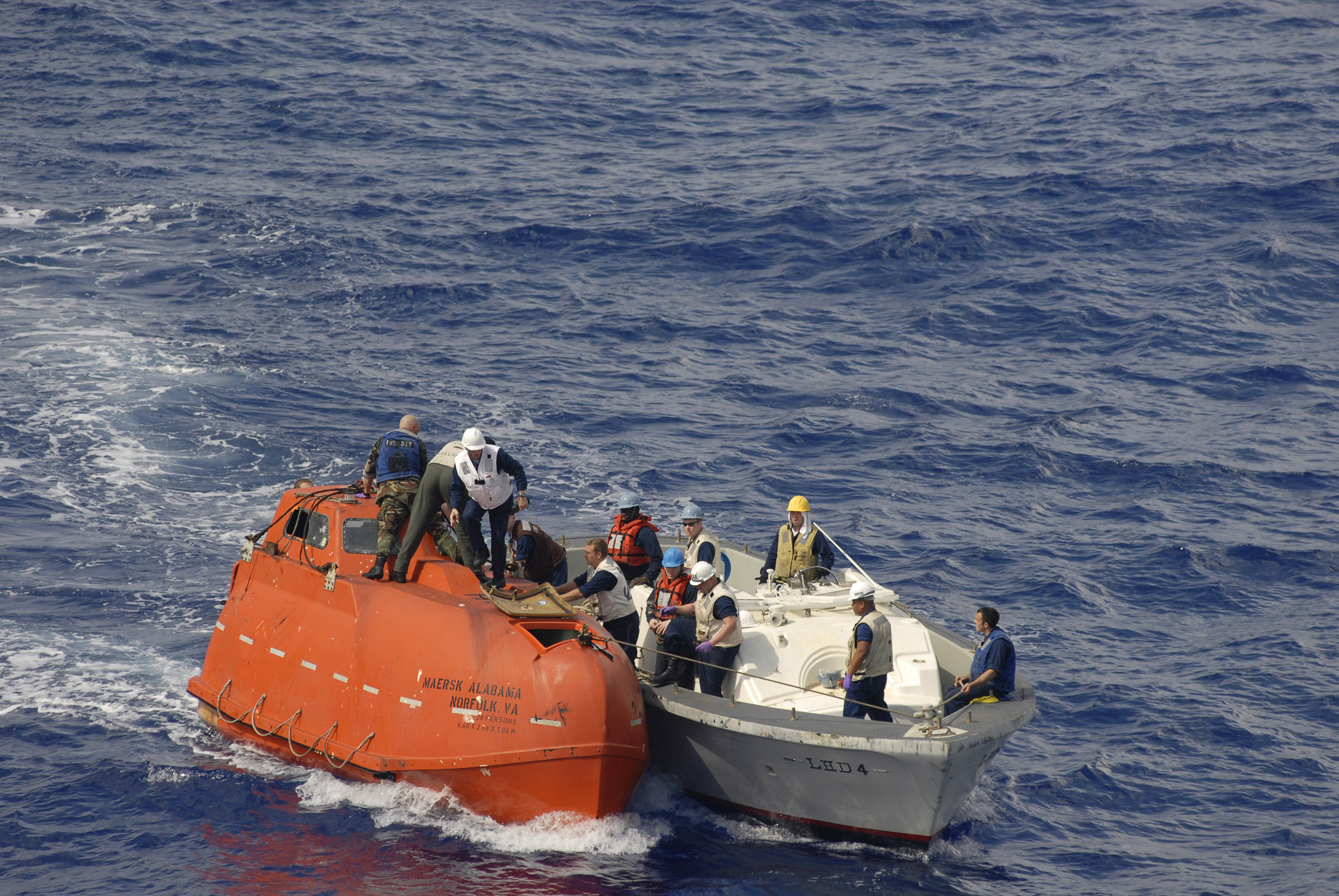
Phillips a été retenu captif dans le canot de sauvetage par des pirates somaliens pendant cinq jours.

Le 9 avril, une confrontation a éclaté entre le Bainbridge et les pirates du canot de sauvetage Maersk Alabama, où ils ont continué à retenir Phillips en otage ,. Muse a accepté de quitter le canot de sauvetage pour négocier avec les responsables de la Marine à bord du Bainbridge, laissant ses trois camarades pirates sur le canot de sauvetage avec Phillips.
Le dimanche 12 avril, le capitaine de Bainbridge, le commandant Frank Castellano, a conclu que la vie de Phillips était en danger immédiat sur la base d'informations selon lesquelles un pirate pointait un fusil automatique AK-47 sur son dos,,,.
Sur ordre de Castellano, des tireurs de l'US Navy du DEVGRU, communément appelés SEAL Team Six et déployés sur le fantail de Bainbridge, ont ouvert le feu et tué les trois pirates de balles dans la tête ; Phillips a pu être sauvé ,,.
L'un des pirates s'appelait Ali Aden Elmi, le deuxième s'appelait Hamac et le troisième n'a pas pu être identifié à ce jour. Muse a été arrêté à bord du Bainbridge,. Il a ensuite plaidé coupable des accusations de détournement d'avion, d'enlèvement et de prise d'otages et a été condamné à plus de 33 ans de prison fédérale,.

#### Conséquences

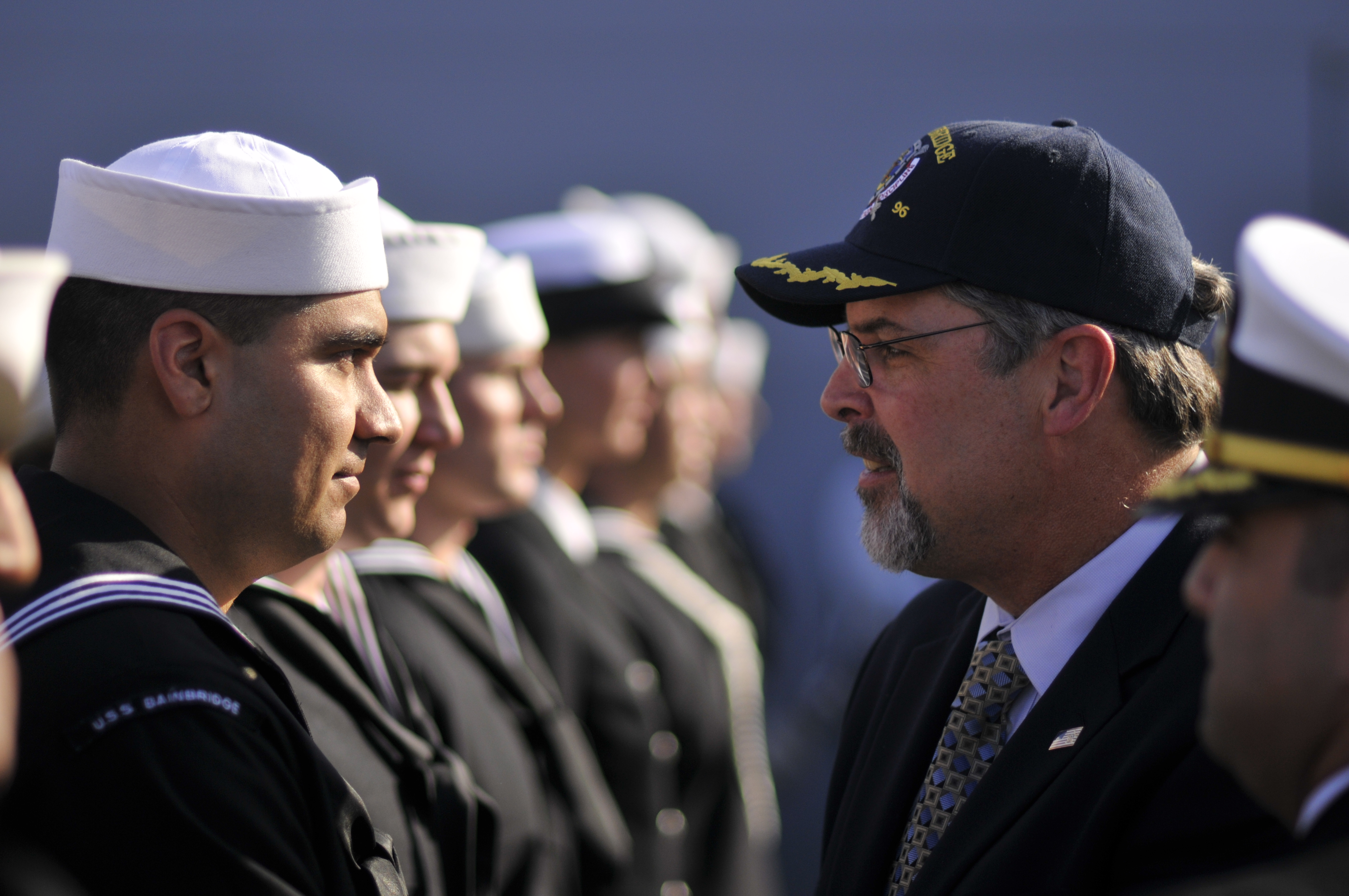
Phillips remercie publiquement les marins pour son sauvetage spectaculaire en mer.

À la suite du détournement, Phillips a publié A Captain's Duty: Somali Pirates, Navy SEALS, and Dangerous Days at Sea . Columbia Pictures a opté pour le livre et a acquis les droits du film au printemps 2010. En mars 2011, il a été annoncé que Tom Hanks jouerait le rôle de Phillips, Barkhad Abdi celui d'Abduwali Muse et Faysal Ahmed celui de Najee dans un film de Sony Pictures basé sur le détournement et le livre de Phillips, scénarisé par Billy Ray et produit par l'équipe de The Social Network de Fincher ,.
Le film, s'intitulant Capitaine Phillips, est sorti le 11 octobre 2013 , et a été présenté en première au Festival du film de New York 2013 .
Dans une interview sur le tournage de Captain Phillips pour le New York Daily News, Phillips décrit son dévouement envers son équipage, son sentiment de réussite en tant que capitaine et son impatience de reprendre la mer. "Mon équipage était désormais en sécurité, car les pirates ont perdu leur échelle et leur bateau lorsqu'ils sont montés à bord du Maersk Alabama, ils n'ont donc pas pu remonter à bord", explique Phillips. "Pour moi, c'était vraiment un soulagement : mon équipage et mon navire étaient en sécurité." Phillips a également ajouté: "Je n'ai jamais perdu espoir pour moi-même, mais je n'ai pas vu de bonne fin en sortir." 
Phillips a commenté dans son interview que le rendu des événements est exact, ajoutant : "Quand j'ai rencontré [Tom Hanks], je lui ai dit que s'il voulait me jouer, il allait devoir prendre un peu de poids et s'améliorer un peu et il n'a fait ni l'un ni l'autre." .
Depuis la sortie du Capitaine Phillips, il y a eu une controverse sur le portrait de Phillips. En effet, plusieurs membres de l'équipage affirmant qu'il n'était pas le héros présenté dans le film, selon des poursuites intentées par plus de la moitié de l'équipage du Maersk Alabama. Les membres de l'équipage affirment que Phillips était au moins en partie responsable de son « insistance à être rapide et à gagner de l'argent... et à amener l'Alabama à moins de 400 km de la côte somalienne. . . " ,.
Phillips a déclaré à Drew Griffin de CNN en 2010 et lors d'une déposition au tribunal en 2013 qu'il avait ignoré les nombreux avertissements qui l'incitaient à aller plus loin en mer. Lorsqu'on lui a demandé en 2013 pourquoi il avait décidé de ne pas emmener le navire plus au large, Phillips a répondu : « Je ne crois pas que 600 milles vous assureraient la sécurité. Je ne pensais pas que 1 200 milles vous mettraient en sécurité. Comme je l'ai dit à l'équipage, ce serait une question de quand, pas si. . . Nous avons toujours été dans ce domaine. ».
Entre 2009 et 2011, des pirates somaliens ont attaqué des navires jusqu’à 1 000, voire 1 300 milles nautiques,.
Phillips est retourné en mer quatorze mois après l'attaque des pirates, naviguant en tant que capitaine du porte-véhicules M/V Green Bay jusqu'à ce que sa retraite soit annoncée par l'Organisation internationale des capitaines, compagnons et pilotes en octobre 2014.[réf. nécessaire]